# 尼阿耶多尼斯
尼阿耶多尼斯（法語：Nuaillé-d'Aunis，法語發音：[nɥaje doni(s)]，意为“欧尼斯的尼阿耶”）是法国滨海夏朗德省的一个市镇，位于该省北部，属于拉罗谢尔区。

## 地理
尼阿耶多尼斯（46°13'29"N, 0°55'51"W）面积16.47 平方千米，位于法国新阿基坦大区滨海夏朗德省，该省份为法国西部滨海省份，北起旺代省，西临大西洋，南至吉倫特省，东南接多爾多涅省，东北接德塞夫勒省接壤，东临夏朗德省。
与尼阿耶多尼斯接壤的市镇（或旧市镇、城区）包括：昂格利耶、隆热沃、马朗、圣让德利韦尔赛、圣索沃尔多尼斯。

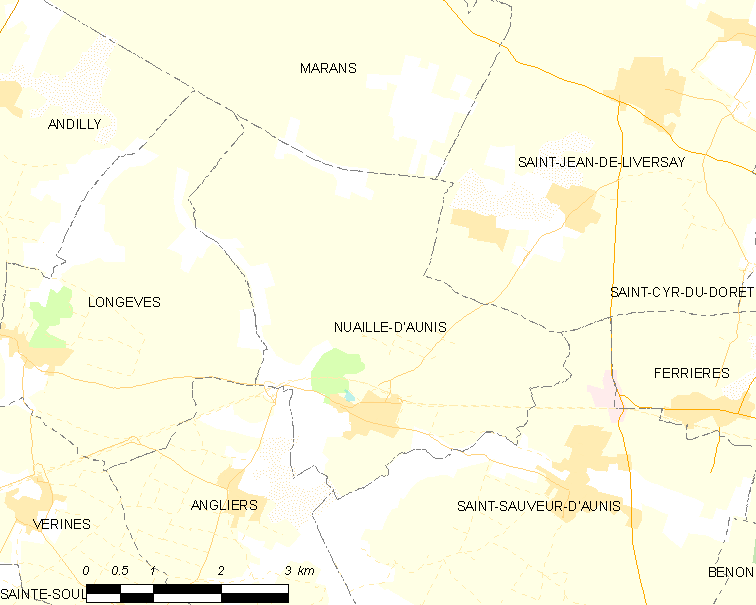
尼阿耶多尼斯的OSM定位图

尼阿耶多尼斯的时区为UTC+01:00、UTC+02:00（夏令时）。

## 行政
尼阿耶多尼斯的邮政编码为17540，INSEE市镇编码为17267。

## 政治
尼阿耶多尼斯所属的省级选区为马朗县。

## 人口

1962-2008年间尼阿耶多尼斯人口变化图示

尼阿耶多尼斯于2022年1月1日时的人口数量为1259人。